# Municipio de Overisel
El municipio de Overisel (en inglés: Overisel Township) es un municipio ubicado en el condado de Allegan en el estado estadounidense de Míchigan. En el año 2010 tenía una población de 2.911 habitantes y una densidad poblacional de 31,37 personas por km².

## Geografía
El municipio de Overisel se encuentra ubicado en las coordenadas 42°43′29.1″N 85°57′31.13″O / 42.724750, -85.9586472. Según la Oficina del Censo de los Estados Unidos, el municipio tiene una superficie total de 92,8 km² (35,8 mi²), de la cual 92,7 km² (35,8 mi²) corresponden a tierra firme y 0,1 km² (0 mi²) es agua.

## Demografía
En el 2000 la renta per cápita promedia del hogar era de $52.857, y el ingreso promedio para una familia era de $56.964. El ingreso per cápita para la localidad era de $18.831. En 2000 los hombres tenían un ingreso per cápita de $35.594 contra $26.982 para las mujeres. Alrededor del 2.30% de la población estaba bajo el umbral de pobreza nacional.